# منتخب سنغافورة لكرة السلة
منتخب سنغافورة لكرة السلة هو ممثل سنغافورة الرسمي في المنافسات الدولية في كرة السلة. ينتمي إلى منطقة الاتحاد الآسيوي لكرة السلة. انضم إلى الاتحاد الدولي لكرة السلة في عام 1963.

## البطولات التي شارك فيها
- بطولة آسيا لكرة السلة